# 서양 고전 음악의 역사
서양 고전 음악의 역사는 고대 음악, 중세 음악, 르네상스 음악, 바로크 음악, 고전파 음악, 낭만주의 음악, 근대 음악, 현대 음악 등 8개 항목에 걸쳐 서술하였다.
오늘날의 서양 고전 음악(西洋古典音樂, European Classical Music)의 전통은 19세기 유럽에서 성립되었다. 유럽에서는 18세기에 계몽주의가 중심사조로 자리잡았고 이에 따라 근대과학으로서의 인문학이 점차 발전함에 따라 음악사학도 옛 음악들에 대한 근대적 연구성과를 내놓기 시작하였다. 또한 이후 19세기에는 시민계급의 지위가 신장되면서 이들 또한 문화향유의 일종으로서 옛 음악에 대한 관심을 갖기 시작했고 이에 따라 이러한 음악들을 연주하는 공공연주회가 성행하게 되었다. 공공연주회에서는 점차 서양음악의 주요 장르에 있어서 탁월한 가치를 지니고 그것이 영구하며, 다른 작곡가에게 그 모범적 기준을 제시하였으며 또한 공공연주회에서 인기가 있는 작품들을 통용하는 '규범적' 의미의 '고전classic' 음악 작품들이 연주되기 시작했고 주요한 장르들이 확립되었다. 이 전통의 기준은 1550년부터 1900년으로 규정되게 되었으며, 이는 커먼 프랙티스 시대(Common practice period)로 알려져 있다. 이 300여년간의 음악의 특징은 대위법과 화성학 등 근대적 음악이론이 확립된 후 작곡된 조성음악이라는 것이다. 일반적으로 클래식음악의 장르는 주로 유럽의 바로크 음악, 고전주의 음악, 낭만주의 음악, 그리고 20세기 전반의 조성음악인데, 이러한 "클래식음악"이라는 명칭은 특히 대중음악을 기준으로 할 때 기존의 위의 음악들을 지칭하는 것으로 쓰이고 있다.

## 고대 음악
고대음악으로서는 중국, 이집트, 헤브라이, 그리스 음악 등을 들 수 있는데, 그 중에서 그리스음악이 몇 가지 이유로 모든 고대음악 중에서도 중요하다. 

## 중세 음악
음악의 역사에서 가장 중요한 혁신은 9세기에 나타난 다성(多聲) 음악이다. 다성음악의 개념이 모든 서양음악의 예술적 발전을 지배한다. 이러한 발달의 첫단계인 오르가눔(organum)의 발명은 훅발드(Hookbald)에 의하여 9세기에 이루어졌다.

## 르네상스 음악
어느 것보다도 뛰어난 성악 다성음악의 절정기였다. 이 때문에 이 시기는 때로 다성음악의 황금시대라고 불린다.

## 바로크 음악
일반 예술의 경우와 마찬가지로 바로크 정신은 이 시기의 음악에도 널리 퍼졌다.
대표적인 작곡가로는 흔히 음악의 아버지라고도 불리는 바흐와 음악의 어머니라고 불리는 헨델이 있다.

## 고전파 음악
18세기 후반과 19세기 초엽은 일반 역사뿐만 아니라 음악적 형식과 스타일에서 중요한 변화를 가져오게 한 시기였다. 고전음악은 객관성, 정서적 제지(情緖的制止), 형식의 명료, 어떤 구조적 원칙 고수 등으로 요약할 수 있다. 이 고전적 정신은 오페라와 다른 극적 형식에서보다도 관악 형식으로 맞추어져 있다. 대표적인 작곡가로는 베토벤, 하이든, 모차르트 등을 들 수 있다.

## 낭만주의 음악
19세기의 문화적·경제적·정치적, 그리고 사회적 질서는 과학과 기계공업의 발전에서 크게 영향을 받았다. 철학·문학·예술과 음악에 표현된 19세기의 낭만적 견해는 다음과 같이 요약할 수 있다. 첫째는 개인주의, 둘째는 정서주의, 셋째는 고전주의적 객관성을 대치하는 주관성, 넷째는 즐겨 쓰는 제목 즉 고대, 초자연적인 것(마술·유령 등), 괴상하고 신비로운 것 등이다.
대표적인 작곡가로는 슈트라우스, 차이콥스키, 쇼팽, 리스트, 바그너 등을 들 수 있다.

## 근대 음악
19세기 말부터 20세기 초에 걸치는 약 30년간의 음악을 말한다. 이 시기의 특징은, 첫째 전 시대의 영향으로부터 탈피하려는 노력이 여러 면에서 시도되고, 둘째 민족적 요소를 중시하는 민족주의의 번성이다.
대표적인 작곡가로는 드뷔시, 라벨 등을 들 수 있다.

## 현대 음악
20세기 전반(前半)은 혁명적 시기라고 할 수 있다. 두 번에 걸친 세계대전이 있었고, 훌륭한 과학적 공예학의 진보가 문명에 영향을 미쳤다. 비행기, 제트분사 추진기, 전파탐지기, 원자력, 그리고 외계탐험 등이 새로운 문명을 창조하였다. 따라서 예술은 이 유물주의적 기계화된 시대를 반영한다. 현대정신은 객관성, 표현주의와 기능주의로의 복귀 등에 의하여 표현된다. 현대음악은 앞시기의 음악을 연구하는 것보다 더 어려운 문제를 제기하며, 어떤 한 사람이 현대음악의 모든 면과 친숙해지기를 바라기 어려운, 방대한 문제를 야기하고 있다. 음악역사상 어느 때보다 더 많은 작품이 작곡되고 연주될 뿐 아니라 이것이 출판·음반·연주, 그리고 교육적 수단의 새롭고도 발전된 경로를 통하여 수많은 사람들에게 접근하고 있는 것이다.
대표적인 작곡가로는 존 케이지 등을 들 수 있다.

## 같이 보기
- 음악사 연표

## 참고 문헌
1. ↑  "낭만주의의 유산","그라우트의 서양음악사 하권", "민은기 외 역", 음악세계(2007).
2. ↑  "Classical", The Oxford Concise Dictionary of Music, ed. Michael Kennedy, (Oxford, 2007), Oxford Reference Online. Retrieved July 23, 2007.
3. ↑  민은기·신혜승(2006), "Classics A to Z : 서양음악의 이해", (음악세계, 2006).
4. ↑  "클래식음악"